# Ангиопоетин
Ангиопоетин је део породице васкуларних фактора раста који играју улогу у ембрионалној и постнаталној ангиогенези. Сигнализација ангиопоетина најдиректније кореспондира са ангиогенезом, процесом којим се нове артерије и вене формирају из већ постојећих крвних судова. Ангиогенеза се одвија кроз клијање, миграцију ендотелних ћелија, пролиферацију и дестабилизацију и стабилизацију крвних судова. Они су одговорни за склапање и растављање ендотелне облоге крвних судова. Ангиопоетински цитокини су укључени у контролу микроваскуларне пермеабилности, вазодилатације и вазоконстрикције сигнализирајући ћелије глатких мишића које окружују судове.
Ангиопоетин 1 је критичан за сазревање крвних судова, адхезију, миграцију и преживљавање. Ангиопоетин 2, с друге стране, промовише ћелијску смрт и ремети васкуларизацију. Ипак, када је у спрези са факторима раста васкуларног ендотела, или ВЕГФ, може да подстакне неоваскуларизацију.

## Врсте
За сада постоје четири идентификована ангиопоетина: 
- Ангиопоетин 1 (АНГПТ1),

- Ангиопоетин 2 (АНГПТ2),

- Ангиопоетин 3 (АНГПТЛ3),[5]

- Ангиопоетин 4 (АНГПТ4).[5]

Поред тога, постоји велики број протеина који су блиско повезани са („сличним“) ангиопоетинима (протеин 1, АНГПТЛ2, АНГПТЛ3, АНГПТЛ4, АНГПТЛ5, АНГПТЛ6, АНГПТЛ7, АНГПТЛ8).